# Bube jezik
Bube jezik (ISO 639-3: bvb; adeeyah, adija, bobe, boobe, boombe, bubi, ediya, fernandijski), jezik kojim govori oko 40 000 (1995 UBS) pripadnika naroda Bubi u Ekvatorijalnoj Gvineji, na otocima Biombo i Fernando Po.
Pripada voltaško-kongoanskoj skupini i užoj sjeverozapadnoj bantu skupini u zoni A, a podklasificiran je podskupini bube-benga (A.30) zajedno s jezicima Yasa (2 jezika), batanga [bnm] i benga [bng]. Ima tri dijalekta jugoistočni, jugozapadni i sjeverni.

## Vanjske poveznice
- Ethnologue (14th)
- Ethnologue (15th)